# Super Bowl LIX
A Super Bowl LIX a 2024-es NFL-szezon döntője, amelyet 2025. február 9-én rendeztek a New Orleans-i Caesars Superdome-ban. A két évvel korábbi Super Bowl LVII újrajátszása, a Kansas City Chiefs és a Philadelphia Eagles között. A Chiefs sorozatban harmadik bajnoki címét nyerhette volna meg, a Super Bowl történetében először, de az Eagles diadalmaskodott, 40–22-re, a Chiefs a harmadik negyedig nem szerzett pontot.
A nyolcadik alkalom, hogy ebben a stadionban került megrendezésre az esemény, és tizenegyedik, hogy New Orleans-ben. A legutóbbi 2013-ban volt, akkor a stadion még Mercedes-Benz Superdome néven volt ismert.

## A házigazda kiválasztása
2018. május 23-án az NFL kiválasztotta New Orleanst, mint a Super Bowl LVIII házigazdája, 2024. február 4-i dátummal. 2020 márciusában a szervezet és az NFLPA megegyezett, hogy 2021-től a szezont 16 helyett 17 mérkőzésre hosszabbítják, elhalasztva a 2024-es döntőt február 11-re, amivel egy időbe került a New Orleans-i karnevállal. Október 14-én az NFL úgy döntött, hogy egy másik városban kerül megrendezésre a 2023-as szezon döntője (Las Vegas), és inkább a 2024-es évad zárómérkőzését adta a New Orleans-nak, mivel a karnevál nem kerül megrendezésre márciusig az évben.

## Csapatok

### Kansas City Chiefs

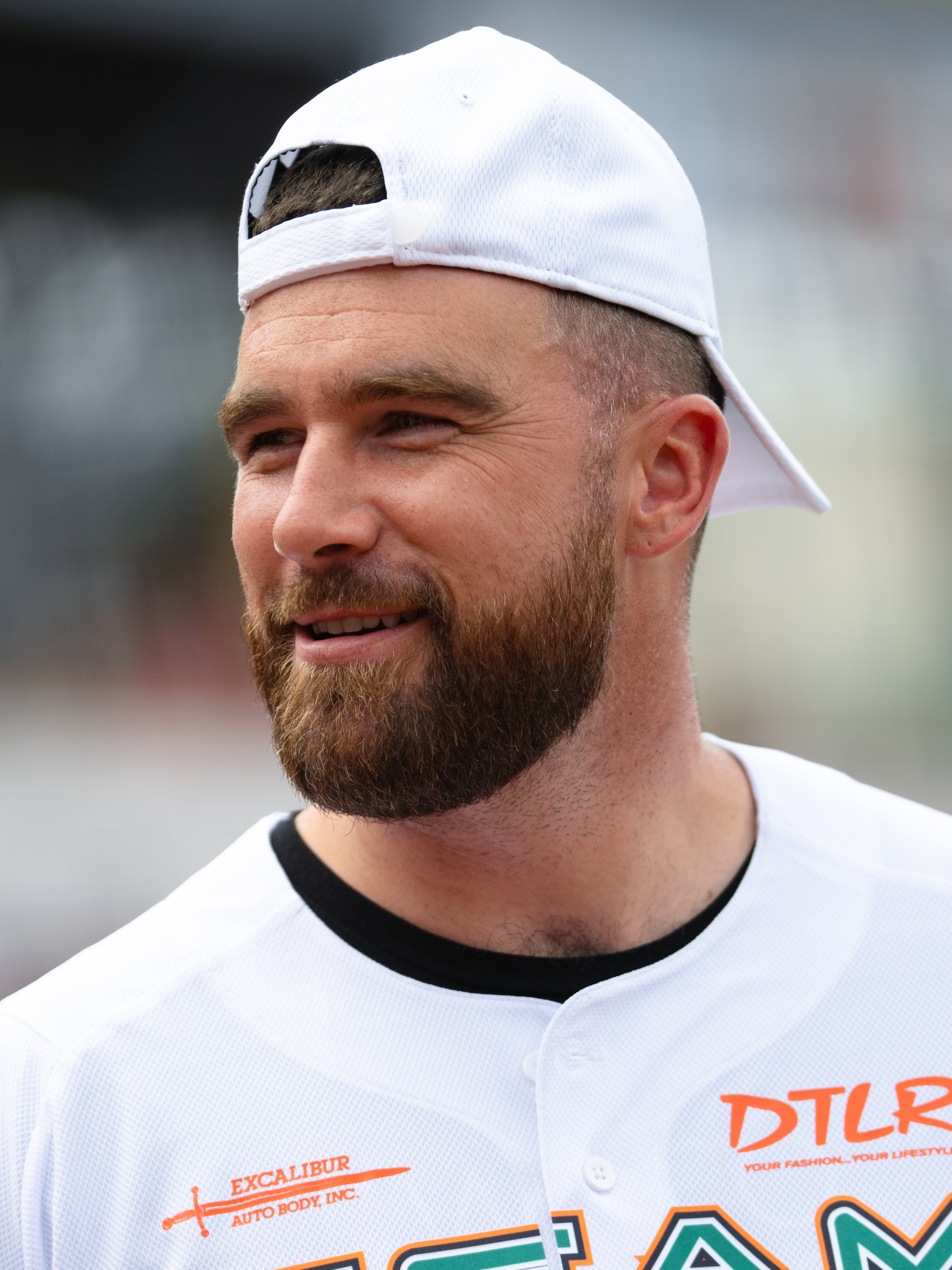
Travis Kelce és a Kansas City Chiefs sorozatban harmadik Super Bowl-címűket próbálták megszerezni, a liga történetében először

A Kansas City Chiefs kétszeres címvédője a Super Bowlnak, az első NFL csapat lehetett volna, amely sorozatban hármat nyer meg. Andy Reid vezetésével a csapat az alapszakaszt 15–2-es mutatóval zárta, ahogy a Detroit Lions is.
Annak ellenére, hogy a Chiefs kiemelkedően teljesített, a csapat quarterbackje, Patrick Mahomes, a megszokottnál gyengébben teljesített, nem érte el a 4000-es passzoló yardot. Az első alkalom volt, mióta kezdő lett, hogy nem választották be a Pro Bowlra. Ettől függetlenül viszont hét győzelemhez vezető drive-ja volt, minden idők második legtöbbje. A tight endként játszó Travis Kelce-nek volt a legtöbb elkapott yardja (823), míg Kareem Huntnak (running back) volt a legtöbb rush yardja (738). Az újonc Xavier Worthy kiemelkedően játszott, 742 yarddal és kilenc touchdownnal. A Chiefs a szezon közben megszerezte DeAndre Hopkins wide receivert a Tennessee Titanstől, 437 elkapott yardja volt, négy touchdown mellett, öt kezdőként játszott mérkőzésen. Az offense tagja volt Joe Thuney, Creed Humphrey és Trey Smith, akik mind Pro Bowl elismerést kaptak, míg Thuneyt és Humphreyt AP All-Pro csapatba is beválasztották.
A Chiefs védelmének legfontosabb tagjai az All-Pro elismerést kapó Chris Jones (5,0 bezsákolás) defensive tackle és Trent McDuffie cornerback (2 labdaszerzés). Más fontos játékosok közé tartozott George Karlaftis (8,0 bezsákolás), Nick Bolton (106 szerelés) és Justin Reid (87 szerelés). Sorozatban a második szezonban voltak a liga négy legjobb védelmének egyike, Steve Spagnuolo edző vezetésével.
A Super Bowl LIX a Chiefs hetedik Super Bowlja, győztesek voltak a Super Bowl IV, LIV, LVII és LVIII alkalmával, míg vereséget szenvedtek a Super Bowl I és LV napján. Az elmúlt öt szezonból négyszer is eljutottak a döntőig, hármat megnyertek. A Chiefs az első csapat lett, amely címvédő tudott lenni, majd az azt követő szezonban is eljutottak a döntőig. Az előző nyolc csapat, amely megvédte bajnoki címét, nem jutott a harmadik szezonban a Super Bowlba. Az első csapat voltak, amely megpróbálta megszerezni a three-peatet (sorozatban három bajnoki cím), miután a liga megszerezte a felhasználási jogot Pat Rileytól, illetve az első alkalom lehetett volna a Green Bay Packers győzelmei óta (1965–1967), hogy egy csapat háromszor egymás után nyeri meg az NFL bajnoki címét. (Az első Super Bowl 1966-ban került csak megrendezésre az AFL–NFL összeolvadása után, a Packers első címe nem ezen formátumban született.)

### Philadelphia Eagles

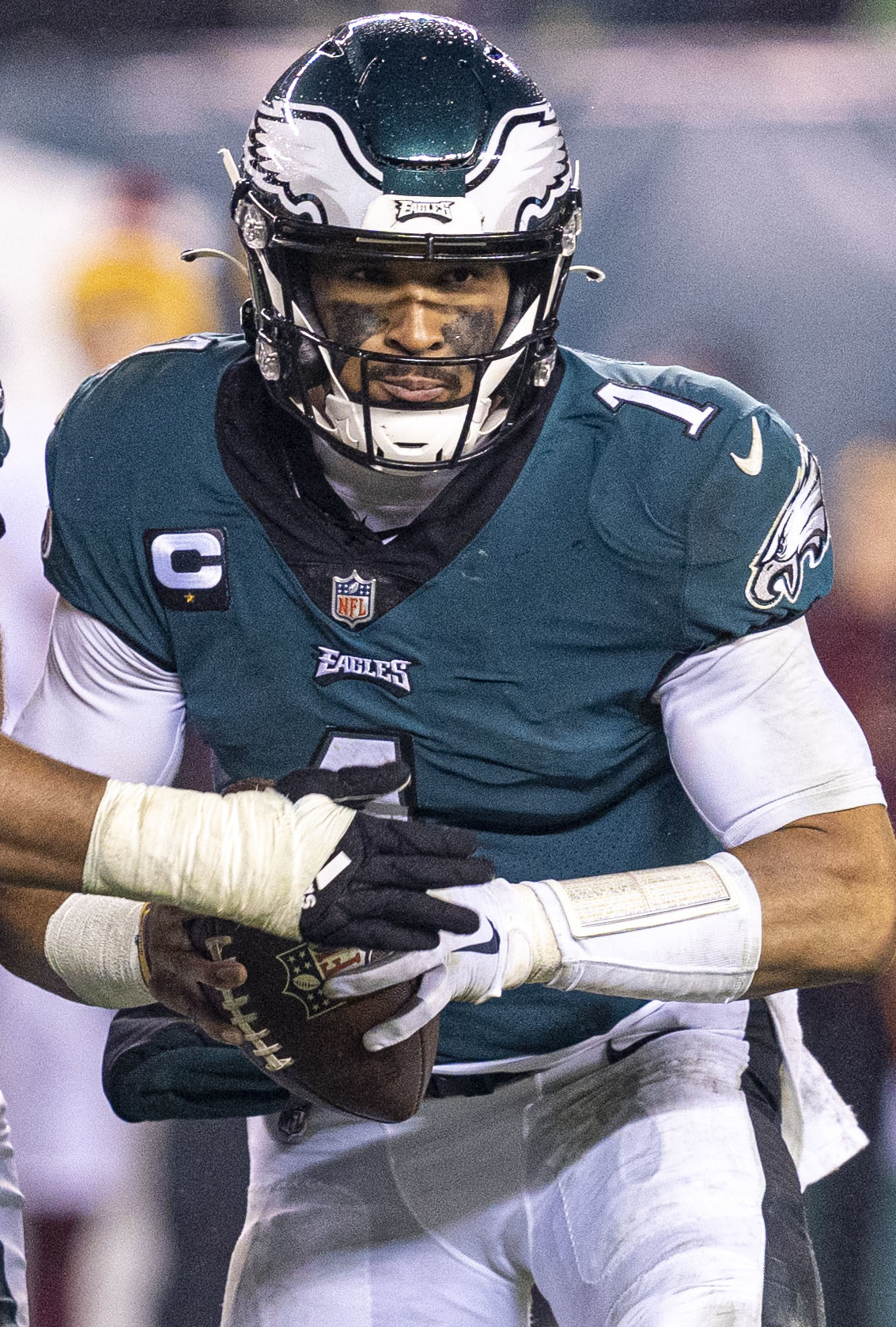
Jalen Hurts quarterback pályafutása során másodjára vezette a Super Bowlig csapatát

A Philadelphia Eagles Nick Sirianni edző vezetésével 11–6-ról 14–3-ra javította mutatóját az NFL-ben. Ez a csapat ötödik Super Bowl-szereplése volt, miután megnyerték a Super Bowl LII-t, de kikaptak az XV, a XXXIX és az LVII jelölésű döntőkben.
Jalen Hurts quarterback nagyon hatékony volt a szezonban, karriercsúcs szezont mutatott fel a sikeres passzok, yard/próbálkozás, passz-értékelés kategóriákban, és csal ötször veszített labdát. Ennek ellenére csak 361 passzt próbált meg a szezonban, Saquon Barkley running back kiemelkedő szezonjának köszönhetően, aki mindössze a kilencedik játékos lett a liga történetében, aki átlépte a 2000 rush yardot egy szezonban. Hurts ezek mellett nem játszott az alapszakasz utolsó három mérkőzésén sérülés miatt, de visszatért a rájátszásra. Az Eagles receiverjei között volt az All-Pro elismerést kapó A. J. Brown (1079 yard), DeVonta Smith (833 yard) és Dallas Goedert (496 yard). Az offense az egyik legjobb volt a ligában, Cam Jurgens, Landon Dickerson és Lane Johnson is Pro Bowler lett, míg Jordan Mailatát és Johnsont All-Pronak választották.
A védelem Vic Fangio vezetésével a legjobb volt a bajnokságban, ebben kulcsfontosságú szerepet játszott Zack Baun inside linebacker (151 szerelés, öt fumble, 3,5 bezsákolás). A védelem további tagjai között volt az All-Pro elismerést kapó Jalen Carter (4,5 bezsákolás) és Milton Williams (5,0) defensive tackle-ök, illetve az outside linebackerként játszó Josh Sweat (8,0) és Nolan Smith (6,5). A hátsó védelemnek több fontos tagja is volt, mint az újonc cornerbackek, Quinyon Mitchell és Cooper DeJean, Reed Blankenship és C. J. Gardner-Johnson safetyk, illetve a veterán Darius Slay.

### Rájátszás
| Kansas City Chiefs | Kansas City Chiefs | Forduló         | Philadelphia Eagles   | Philadelphia Eagles |
| Ellenfél           | Eredmény           | Forduló         | Ellenfél              | Eredmény            |
| ------------------ | ------------------ | --------------- | --------------------- | ------------------- |
| Nem játszott       | Nem játszott       | Első forduló    | Green Bay Packers     | 22–10               |
| Houston Texans     | 23–14              | Második forduló | Los Angeles Rams      | 28–22               |
| Buffalo Bills      | 32–29              | Főcsoportdöntő  | Washington Commanders | 55–23               |

Az AFC első helyezettjeként a Chiefsnek nem kellett játszania a rájátszás első fordulójában. A második fordulóban 23–14-re győzték le a Houston Texans csapatát. A főcsoportdöntőben 32–29-es győzelmet arattak a Buffalo Bills felett, öt szezonban negyedjére a rájátszásban. A sikert többen is vitatták, a játékvezetők megkérdőjelezhető teljesítménye miatt.
Az Eagles az NFC második helyezettje volt, az első fordulóban a Green Bay Packers ellen játszottak, 22–10-re nyertek. A második fordulóban a Los Angeles Rams volt az ellenfelük, 28–22-es győzelmet arattak. A főcsoportdöntőben a Washington Commanders csapatával találkoztak, 55–23-ra nyertek, beállítva a rekordot a legtöbb szerzett pontért a szezon ezen szakaszában.

## Félidő
A Super Bowl félidei koncertjén Kendrick Lamar lépett fel, az első rapper, aki egyedül volt az esemény headlinere, Samuel L. Jackson mutatta be a rappert, és narrálta a fellépést. SZA volt Lamar vendége, a Luther és az All the Stars számok alatt. Előadta többek között a Squabble Up, a Humble, a DNA, a Euphoria és az előző hétvégén öt Grammy-díjat nyerő Not Like Us című dalait. Megjelent Serena Williams és a Not Like Us, illetve a TV Off producere, Mustard is. A figyelem középpontjában voltak a Drake ellen írt diss trackjei. Még aznap kiadta a teljes fellépést kislemezként.
Teljes számlista
1. wacced out morals
2. Bodies (nem jelent meg)
3. Squabble Up
4. HUMBLE.
5. DNA
6. Euphoria
7. Man at the Garden
8. Peekaboo
9. Luther (SZA-val)
10. All the Stars (SZA-val)
11. Not Like Us
12. TV Off

Lamar 2022-ben is fellépett már a Super Bowlon.

## A mérkőzés
| Super Bowl LIX – Kansas City Chiefs vs Philadelphia Eagles | Super Bowl LIX – Kansas City Chiefs vs Philadelphia Eagles | Super Bowl LIX – Kansas City Chiefs vs Philadelphia Eagles | Super Bowl LIX – Kansas City Chiefs vs Philadelphia Eagles | Super Bowl LIX – Kansas City Chiefs vs Philadelphia Eagles | Super Bowl LIX – Kansas City Chiefs vs Philadelphia Eagles                                               | Super Bowl LIX – Kansas City Chiefs vs Philadelphia Eagles | Super Bowl LIX – Kansas City Chiefs vs Philadelphia Eagles |
| --- | ---------------------------------------------------------- | ---------------------------------------------------------- | ---------------------------------------------------------- | ---------------------------------------------------------- | --- | ---------------------------------------------------------- | ---------------------------------------------------------- |
| - Helyszín: Caesars Superdome, New Orleans, Louisiana - Dátum: 2025. február 9. - Időpont: 17:30 CST (00:30 CET) - Időjárás: Beltéri stadion - Játékvezető: Ronald Torbert | Negyed                                                     | 1                                                          | 2                                                          | 3                                                          | 4 | Eredmény                                                   |                                                            |
| - Helyszín: Caesars Superdome, New Orleans, Louisiana - Dátum: 2025. február 9. - Időpont: 17:30 CST (00:30 CET) - Időjárás: Beltéri stadion - Játékvezető: Ronald Torbert | Kansas City Chiefs                                         | 0                                                          | 0                                                          | 6                                                          | 16 | 22                                                         |                                                            |
| - Helyszín: Caesars Superdome, New Orleans, Louisiana - Dátum: 2025. február 9. - Időpont: 17:30 CST (00:30 CET) - Időjárás: Beltéri stadion - Játékvezető: Ronald Torbert | Philadelphia Eagles                                        | 7                                                          | 17                                                         | 10                                                         | 6 | 40                                                         |                                                            |
| \| N \| Drive \| Drive \| Drive \| Csapat \| Play leírása \| Pont \| Pont \| \| N \| Play \| Yard \| Időtartam \| Csapat \| Play leírása \| Chiefs \| Eagles \| \| - \| ----- \| ----- \| --------- \| ------ \| -------------------------------------------------------------------------------------------------------- \| ------ \| ------ \| \| 1 \| 9 \| 54 \| 3:25 \| PHI \| 1 yard rush touchdown (Jalen Hurts). Jutalomrúgás értékesítve (Jake Elliott). \| 0 \| 7 \| \| 2 \| 7 \| 32 \| 3:59 \| PHI \| 48 yardos mezőnygól (Jake Elliott). \| 0 \| 10 \| \| 2 \| 4 \| –6 \| 1:35 \| PHI \| Labdaszerzést követő touchdown (Cooper DeJean). \| 0 \| 17 \| \| 2 \| 3 \| 14 \| 0:10 \| PHI \| 12 yardos touchdown elkapás (A. J. Brown, Jalen Hurts passz). Jutalomrúgás értékesítve (Jake Elliott). \| 0 \| 24 \| \| 3 \| 12 \| 74 \| 6:42 \| PHI \| 29 yardos mezőnygól (Jake Elliott). \| 0 \| 27 \| \| 3 \| 2 \| 46 \| 0:07 \| PHI \| 46 yardos touchdown elkapás (DeVonta Smith, Jalen Hurts passz). Jutalomrúgás értékesítve (Jake Elliott). \| 0 \| 34 \| \| 3 \| 7 \| 90 \| 2:06 \| KC \| 24 yardos touchdown elkapás (Xavier Worthy, Patrick Mahomes passz). Sikertelen 2 pontos próbálkozás. \| 6 \| 34 \| \| 4 \| 11 \| 40 \| 5:43 \| PHI \| 48 yardos mezőnygól (Jake Elliott). \| 6 \| 37 \| \| 4 \| 4 \| 6 \| 1:41 \| PHI \| 50 yardos mezőnygól (Jake Elliott). \| 6 \| 40 \| \| 4 \| 16 \| 81 \| 5:07 \| KC \| 7 yardos touchdown elkapás (DeAndre Hopkins, Patrick Mahomes passz). Sikeres 2 pontos próbálkozás. \| 14 \| 40 \| \| 4 \| 2 \| 50 \| 0:08 \| KC \| 50 yardos touchdown elkapás (Xavier Worthy, Patrick Mahomes passz). Sikeres 2 pontos próbálkozás. \| 22 \| 40 \| \| \| \| \| \| \| \| 22 \| 40 \| |                                                            |                                                            |                                                            |                                                            | |                                                            |                                                            |
| N | Drive                                                      | Drive                                                      | Drive                                                      | Csapat                                                     | Play leírása                                                                                             | Pont                                                       | Pont                                                       |
| N | Play                                                       | Yard                                                       | Időtartam                                                  | Csapat                                                     | Play leírása                                                                                             | Chiefs                                                     | Eagles                                                     |
| 1 | 9                                                          | 54                                                         | 3:25                                                       | PHI                                                        | 1 yard rush touchdown (Jalen Hurts). Jutalomrúgás értékesítve (Jake Elliott).                            | 0                                                          | 7                                                          |
| 2 | 7                                                          | 32                                                         | 3:59                                                       | PHI                                                        | 48 yardos mezőnygól (Jake Elliott).                                                                      | 0                                                          | 10                                                         |
| 2 | 4                                                          | –6                                                         | 1:35                                                       | PHI                                                        | Labdaszerzést követő touchdown (Cooper DeJean).                                                          | 0                                                          | 17                                                         |
| 2 | 3                                                          | 14                                                         | 0:10                                                       | PHI                                                        | 12 yardos touchdown elkapás (A. J. Brown, Jalen Hurts passz). Jutalomrúgás értékesítve (Jake Elliott).   | 0                                                          | 24                                                         |
| 3 | 12                                                         | 74                                                         | 6:42                                                       | PHI                                                        | 29 yardos mezőnygól (Jake Elliott).                                                                      | 0                                                          | 27                                                         |
| 3 | 2                                                          | 46                                                         | 0:07                                                       | PHI                                                        | 46 yardos touchdown elkapás (DeVonta Smith, Jalen Hurts passz). Jutalomrúgás értékesítve (Jake Elliott). | 0                                                          | 34                                                         |
| 3 | 7                                                          | 90                                                         | 2:06                                                       | KC                                                         | 24 yardos touchdown elkapás (Xavier Worthy, Patrick Mahomes passz). Sikertelen 2 pontos próbálkozás.     | 6                                                          | 34                                                         |
| 4 | 11                                                         | 40                                                         | 5:43                                                       | PHI                                                        | 48 yardos mezőnygól (Jake Elliott).                                                                      | 6                                                          | 37                                                         |
| 4 | 4                                                          | 6                                                          | 1:41                                                       | PHI                                                        | 50 yardos mezőnygól (Jake Elliott).                                                                      | 6                                                          | 40                                                         |
| 4 | 16                                                         | 81                                                         | 5:07                                                       | KC                                                         | 7 yardos touchdown elkapás (DeAndre Hopkins, Patrick Mahomes passz). Sikeres 2 pontos próbálkozás.       | 14                                                         | 40                                                         |
| 4 | 2                                                          | 50                                                         | 0:08                                                       | KC                                                         | 50 yardos touchdown elkapás (Xavier Worthy, Patrick Mahomes passz). Sikeres 2 pontos próbálkozás.        | 22                                                         | 40                                                         |
| |                                                            |                                                            |                                                            |                                                            | | 22                                                         | 40                                                         |